# Julio César Uribe
Pour les articles homonymes, voir Uribe.
Julio César Uribe, né le 9 mai 1958 à Lima, est un footballeur péruvien, reconverti en entraîneur. 
Surnommé « le diamant noir », il est considéré comme l'un des meilleurs joueurs péruviens de tous les temps. Preuve de son talent, en 1981, il est désigné troisième meilleur joueur sud-américain derrière Diego Maradona et Zico.
Il a été le premier joueur à utiliser le flip flap au Pérou, vingt ans avant Ronaldinho qui a popularisé ce geste technique.
Son fils, Julio Edson Uribe, est lui aussi footballeur.

## Biographie

### Carrière en club
Jouant au poste de meneur de jeu, Julio César Uribe est l'une des idoles du Sporting Cristal, club qui assure sa formation et où il fait ses débuts professionnels, le 10 décembre 1975, face à l'Alianza Lima (1-1). Il fait le doublé en 1979-1980 et remporte deux autres championnats en 1988 et 1991.
Luigi Riva le convainc de venir en Italie, à Cagliari, où il évolue durant trois saisons de 1982 à 1985. En 1986, il signe à l'Atlético Junior, en Colombie, puis à l'América de Cali, l'année suivante. En milieu de saison 1987-1988, il part pour le Mexique afin de jouer pour le Club América où il est sacré champion.

### Carrière en équipe nationale
International péruvien, il compte 39 sélections et neuf buts entre 1979 et 1989. Il a notamment disputé la Coupe du monde 1982 en Espagne.

#### Buts en sélection
Source consultée : (en) Julio César Uribe sur www.11v11.com
| Buts en sélection de Julio César Uribe | Buts en sélection de Julio César Uribe | Buts en sélection de Julio César Uribe                           | Buts en sélection de Julio César Uribe | Buts en sélection de Julio César Uribe | Buts en sélection de Julio César Uribe | Buts en sélection de Julio César Uribe |
|                                        | Date                                   | Lieu                                                             | Adversaire                             | Score                                  | Résultat                               | Compétition                            |
| -------------------------------------- | -------------------------------------- | ---------------------------------------------------------------- | -------------------------------------- | -------------------------------------- | -------------------------------------- | -------------------------------------- |
| 1.                                     | 12 novembre 1980                       | Estadio Nacional, Lima (Pérou)                                   | Uruguay                                | 1-0                                    | 1-1                                    | Amical                                 |
| 2.                                     | 4 février 1981                         | Estadio Nacional, Lima (Pérou)                                   | Tchécoslovaquie                        | 1-2                                    | 1-3                                    | Amical                                 |
| 3.                                     | 16 août 1981                           | Estadio Nacional, Lima (Pérou)                                   | Colombie                               | 2-0                                    | 2-0                                    | QCM 1982                               |
| 4.                                     | 23 août 1981                           | Estadio Centenario, Montevideo (Uruguay)                         | Uruguay                                | 0-2                                    | 1-2                                    | QCM 1982                               |
| 5.                                     | 18 avril 1982                          | Népstadion, Budapest (Hongrie)                                   | Hongrie                                | 1-1                                    | 1-2                                    | Amical                                 |
| 6.                                     | 18 avril 1982                          | Népstadion, Budapest (Hongrie)                                   | Hongrie                                | 1-2                                    | 1-2                                    | Amical                                 |
| 7.                                     | 16 mai 1982                            | Estadio Nacional, Lima (Pérou)                                   | Roumanie                               | 1-0                                    | 2-0                                    | Amical                                 |
| 8.                                     | 28 avril 1985                          | Estádio Mané Garrincha, Brasilia (Brésil)                        | Brésil                                 | 0-1                                    | 0-1                                    | Amical                                 |
| 9.                                     | 2 juin 1985                            | Estadio Polideportivo de Pueblo Nuevo, San Cristóbal (Venezuela) | Venezuela                              | 0-1                                    | 0-1                                    | QCM 1986                               |

### Carrière d'entraîneur
Uribe a dirigé bon nombre d'équipes, principalement au Pérou et au Mexique. Il remporte avec le UAG Tecos la Recopa de la CONCACAF en 1995. Il dirige à plusieurs reprises ce club, qu'il sauve de la relégation deux fois. Avec le Cienciano del Cusco, il atteint la finale du championnat du Pérou 2006 qu'il perd face à l'Alianza Lima (1-0 et 1-3).
En 2000, il remplace Francisco Maturana au poste de sélectionneur de l'équipe du Pérou. Il mène les Péruviens en quarts de finale de la Copa América 2001. Six ans plus tard, il revient à la tête du Pérou qu'il conduit une nouvelle fois en quarts de finale de la Copa América 2007.

## Palmarès

### Palmarès de joueur
| Sporting Cristal - Championnat du Pérou (4) : - Champion : 1979, 1980, 1988 et 1991. |  | Club América - Championnat du Mexique (1) : - Champion : 1988. |

### Palmarès d'entraîneur
| UAG Tecos - Recopa de la CONCACAF (1) : - Vainqueur : 1995. |  | Cienciano del Cusco - Championnat du Pérou : - Vice-champion : 2006. |  | Universidad San Martín - Torneo del Inca : - Finaliste : 2014. |